# Edgar Bain
Edgar C. Bain (14 september 1891 - 27 november 1971) was een Amerikaans metaalkundige.
Hij werkte voor US Steel te Pittsburgh in Pennsylvania en werkte op legeringen en warmtebehandeling van staal. Bainiet is daarom naar hem genoemd.
Hij schreef een boek Functie van de legeringselementen in staal, in het Engels uitgegeven door ASM International.